# Hilliella hui
Hilliella hui là một loài thực vật có hoa trong họ Cải. Loài này được (O.E.Schulz) Y.H.Zhang & H.W.Li mô tả khoa học đầu tiên năm 1986.